# Catalonien Rundt
Catalonien Rundt (catalansk: Volta a Catalunya) er et populært cykelløb som arrangeres årligt i den spanske region Catalonien. Løbet er en del af UCI ProTour, og er efter Vuelta a España det mest populære cykelløb i Spanien. Løbet blev normalt afholdt under Giro d'Italia, og set som et vigtigt forberedelsesløb til Tour de France, men i 2010 blev det flyttet fra maj til marts.
Den sammenlagte vinder får 100 point til det samlede regnskab i UCI World Tour.
Catalonien Rundt blev arrangeret for første gang i 1911, og er derfor verdens fjerde ældste etapeløb på cykel, kun overgået af Tour de France (1903), Belgien Rundt (1908) og Giro d'Italia (1909).

## Vindere
| År                     | Vinder                         | Toer                      | Treer                      |        |
| ---------------------- | ------------------------------ | ------------------------- | -------------------------- | ------ |
| 1911                   | Sebastià Masdeu i Menasanch    | Josep Magdalena           | Vicente Blanco             |        |
| 1912                   | Josep Magdalena                | Joan Martí i Viñolas      | Antoni Crespo              |        |
| 1913                   | Joan Martí i Viñolas           | Antoni Crespo             | Guillermo Anton            |        |
| 1914-1919 ikke afholdt |                                |                           |                            |        |
| 1920                   | José Pelletier                 | José Nat                  | Jaume Janer                |        |
| 1921-1922 ikke afholdt |                                |                           |                            |        |
| 1923                   | Maurice Ville                  | José Pelletier            | José Nat                   |        |
| 1924                   | Muç Miquel                     | Teodor Monteys            | Victorino Otero            |        |
| 1925                   | Muç Miquel                     | Jaume Janer               | Teodor Monteys             |        |
| 1926                   | Victor Fontan                  | Muç Miquel                | Mariano Cañardo            |        |
| 1927                   | Victor Fontan                  | Mariano Cañardo           | Georges Cuvelier           |        |
| 1928                   | Mariano Cañardo                | Muç Miquel                | Juli Borràs                |        |
| 1929                   | Mariano Cañardo                | Jean Aerts                | Arturo Bresciani           |        |
| 1930                   | Mariano Cañardo                | Marcel Maurel             | Ricardo Montero            |        |
| 1931                   | Salvador Cardona               | Mariano Cañardo           | Aleardo Simoni             |        |
| 1932                   | Mariano Cañardo                | Domenico Piemontesi       | Isidre Figueras            |        |
| 1933                   | Alfredo Bovet                  | Ambrogio Morelli          | Antoon Dignef              |        |
| 1934                   | Bernardo Rogora                | Alfons Deloor             | Nino Sella                 |        |
| 1935                   | Mariano Cañardo                | Fédérico Ezquerra         | Joseph Huts                |        |
| 1936                   | Mariano Cañardo                | Frans Bonduel             | Juan Gimeno                |        |
| 1937-1938 ikke afholdt |                                |                           |                            |        |
| 1939                   | Mariano Cañardo                | Diego Cháfer              | Fermín Trueba              |        |
| 1940                   | Christophe Didier              | Mett Clemens              | Mariano Cañardo            |        |
| 1941                   | Francisco Antonio Andrés       | Andreu Canals Perelló     | Josep Campamà Roca         |        |
| 1942                   | Fédérico Ezquerra              | Julián Berrendero         | Diego Cháfer               |        |
| 1943                   | Julián Berrendero              | Vicente Miró              | Antonio Destrieux López    |        |
| 1944                   | Miquel Casas                   | Dalmacio Langarica        | Vicente Miró               |        |
| 1945                   | Bernardo Ruiz                  | Juan Gimeno               | Robert Zimmermann          |        |
| 1946                   | Julián Berrendero              | Gottfried Weilenmann      | Bernardo Capó              |        |
| 1947                   | Emilio Rodríguez Barros        | Miquel Gual Bauzà         | Georges Aeschlimann        |        |
| 1948                   | Emilio Rodríguez Barros        | Giulio Bresci             | Ezio Cecchi                |        |
| 1949                   | Emile Rol                      | Miguel Poblet             | Robert Desbats             |        |
| 1950                   | Antonio Gelabert               | José Serra Gil            | Francesco Massip           |        |
| 1951                   | Primo Volpi                    | Francesco Massip          | Manuel Rodríguez Barros    |        |
| 1952                   | Miguel Poblet                  | Adolfo Grosso             | José Serra Gil             |        |
| 1953                   | Salvador Botella               | Francesco Massip          | José Serra Gil             |        |
| 1954                   | Walter Serena                  | Albert Sant i Alentà      | Miguel Poblet              |        |
| 1955                   | José Gómez del Moral           | Gabriel Company           | Emilio Rodríguez Barros    |        |
| 1956                   | Anicet Utset                   | Vicente Iturat            | Francesco Massip           |        |
| 1957                   | Jesús Loroño                   | Salvador Botella          | René Marigil               |        |
| 1958                   | Richard Van Genechten          | Gabriel Mas               | Anicet Utset               |        |
| 1959                   | Salvador Botella               | Fernando Manzaneque       | José Herrero Berrendero    |        |
| 1960                   | Miguel Poblet                  | José Pérez Francés        | Emilio Cruz Díaz           |        |
| 1961                   | Henri Duez                     | Jordi Nicolau i Morlà     | Juan Manuel Menéndez Gómez |        |
| 1962                   | Antonio Karmany                | Manuel Martín Piñera      | Ginés García Perán         |        |
| 1963                   | Joseph Novales                 | Angelino Soler            | Antonio Suárez             |        |
| 1964                   | Joseph Carrara                 | Pasquale Fabbri           | José María Errandonea      |        |
| 1965                   | Antonio Gómez del Moral        | Carlos Echeverría         | Roberto Poggiali           |        |
| 1966                   | Arie den Hartog                | Jacques Anquetil          | Paul Gutty                 |        |
| 1967                   | Jacques Anquetil               | Antonio Gómez del Moral   | Robert Hagmann             |        |
| 1968                   | Eddy Merckx                    | Felice Gimondi            | Giancarlo Ferretti         |        |
| 1969                   | Mariano Díaz                   | Franco Bitossi            | Jesús Manzaneque           |        |
| 1970                   | Franco Bitossi                 | Francisco Galdós          | Bernard Labourdette        |        |
| 1971                   | Luis Ocaña                     | Bernard Labourdette       | Domingo Perurena           |        |
| 1972                   | Felice Gimondi                 | José Antonio González     | Antonio Martos Aguilar     |        |
| 1973                   | Domingo Perurena               | Jesús Manzaneque          | Antonio Martos Aguilar     |        |
| 1974                   | Bernard Thévenet               | Andrés Oliva              | Domingo Perurena           |        |
| 1975                   | Fausto Bertoglio               | Michel Laurent            | José Martins Freitas       |        |
| 1976                   | Enrique Martínez Heredia       | Ronny De Witte            | Agustín Tamames            |        |
| 1977                   | Freddy Maertens                | Johan De Muynck           | Joop Zoetemelk             |        |
| 1978                   | Francesco Moser                | Francisco Galdós          | Pedro Torres               |        |
| 1979                   | Vicente Belda                  | Pedro Vilardebo           | Christian Jourdan          |        |
| 1980                   | Marino Lejarreta               | Johan van der Velde       | Vicente Belda              |        |
| 1981                   | Faustino Rupérez               | Serge Demierre            | Marino Lejarreta           |        |
| 1982                   | Alberto Fernández Blanco       | Pedro Muñoz               | Julián Gorospe             |        |
| 1983                   | José Recio                     | Faustino Rupérez          | Julius Thalmann            |        |
| 1984                   | Seán Kelly                     | Pedro Muñoz               | Ángel Arroyo               |        |
| 1985                   | Robert Millar                  | Seán Kelly                | Julián Gorospe             |        |
| 1986                   | Seán Kelly                     | Álvaro Pino               | Charly Mottet              |        |
| 1987                   | Álvaro Pino                    | Ángel Arroyo              | Iñaki Gastón               |        |
| 1988                   | Miguel Indurain                | Laudelino Cubino          | Marino Lejarreta           |        |
| 1989                   | Marino Lejarreta               | Pedro Delgado             | Álvaro Pino                |        |
| 1990                   | Laudelino Cubino               | Marino Lejarreta          | Pedro Delgado              |        |
| 1991                   | Miguel Indurain                | Pedro Delgado             | Alex Zülle                 |        |
| 1992                   | Miguel Indurain                | Tony Rominger             | Antonio Martín Velasco     |        |
| 1993                   | Álvaro Mejía Castrillón        | Maurizio Fondriest        | Antonio Martín Velasco     |        |
| 1994                   | Claudio Chiappucci             | Fernando Escartín         | Pedro Delgado              |        |
| 1995                   | Laurent Jalabert               | Melcior Mauri             | Jesús Montoya              |        |
| 1996                   | Alex Zülle                     | Patrick Jonker            | Marco Fincato              |        |
| 1997                   | Fernando Escartín              | Ángel Casero              | Mikel Zarrabeitia          |        |
| 1998                   | Hernán Buenahora               | Georg Totschnig           | Fernando Escartín          |        |
| 1999                   | Manuel Beltrán                 | Roberto Heras             | José María Jiménez         |        |
| 2000                   | José María Jiménez             | Óscar Sevilla             | Leonardo Piepoli           |        |
| 2001                   | Joseba Beloki                  | Igor González de Galdeano | Fernando Escartín          |        |
| 2002                   | Roberto Heras                  | Aitor Garmendia           | Luis Pérez                 |        |
| 2003                   | José Antonio Pecharromán       | Roberto Heras             | Koldo Gil                  |        |
| 2004                   | Miguel Ángel Martín Perdiguero | Vladimir Karpets          | Roberto Laiseka            |        |
| 2005                   | Jaroslav Popovytj              | Leonardo Piepoli          | David Moncoutié            |        |
| 2006                   | David Cañada                   | Santiago Botero           | Christophe Moreau          |        |
| 2007                   | Vladimir Karpets               | Michael Rogers            | Denis Mensjov              |        |
| 2008                   | Gustavo César Veloso           | Rigoberto Urán            | Rémi Pauriol               |        |
| 2009                   | Alejandro Valverde             | Daniel Martin             | Haimar Zubeldia            |        |
| 2010                   | Joaquim Rodríguez              | Xavier Tondo              | Rein Taaramäe              |        |
| 2011                   | Michele Scarponi               | Daniel Martin             | Chris Horner               |        |
| 2012                   | Michael Albasini               | Samuel Sánchez            | Jurgen Van den Broeck      |        |
| 2013                   | Daniel Martin                  | Joaquim Rodríguez         | Michele Scarponi           |        |
| 2014                   | Joaquim Rodríguez              | Alberto Contador          | Tejay van Garderen         |        |
| 2015                   | Richie Porte                   | Alejandro Valverde        | Domenico Pozzovivo         |        |
| 2016                   | Nairo Quintana                 | Alberto Contador          | Daniel Martin              |        |
| 2017                   | Alejandro Valverde             | Alberto Contador          | Marc Soler                 |        |
| 2018                   | Alejandro Valverde             | Nairo Quintana            | Pierre Latour              |        |
| 2019                   | Miguel Ángel López             | Adam Yates                | Egan Bernal                |        |
| 2020                   | aflyst                         | aflyst                    | aflyst                     | aflyst |
| 2021                   | Adam Yates                     | Richie Porte              | Geraint Thomas             |        |
| 2022                   | Sergio Higuita                 | Richard Carapaz           | João Almeida               |        |
| 2023                   | Primož Roglič                  | Remco Evenepoel           | João Almeida               |        |
| 2024                   | Tadej Pogačar                  | Mikel Landa               | Egan Bernal                |        |
| 2025                   |                                |                           |                            |        |